# Zapusta (województwo mazowieckie)
Zapusta – wieś sołecka w Polsce położona w województwie mazowieckim, w powiecie lipskim, w gminie Sienno.
| SIMC    | Nazwa           | Rodzaj    |
| ------- | --------------- | --------- |
| 0636790 | Kolonia Zapusta | część wsi |
| 1054481 | Przymiarki      | część wsi |

W latach 1975–1998 miejscowość należała administracyjnie do województwa radomskiego.
Wierni Kościoła rzymskokatolickiego należą do parafii św. Teresy od Dzieciątka Jezus w Aleksandrowie.